# Martin Petrov
Martin Petrov es un exfutbolista búlgaro. Nació en Vratsa (Región de Vratsa). Jugaba de extremo izquierdo y su primer equipo fue el CSKA Sofía. Destacaba la potencia de su zurda, y su velocidad, considerado uno de los jugadores más rápidos del mundo. Su último equipo fue el CSKA Sofía. 

## Trayectoria
Empezó jugando en el C. S. K. A. Sofía. Con este equipo jugó dos temporadas y gana una Liga y una Copa de Bulgaria.
En 1998 ficha por el Servette suizo. Con este club consigue proclamarse campeón de la Liga suiza.
En 2000 llega a la 1. Bundesliga alemana para jugar con el VfL Wolfsburgo, equipo en el que permanece cinco temporadas. Con el VfL Wolfsburgo juega más de 100 partidos y marca 28 goles. En su última temporada, es nombrado jugador revelación de la Bundesliga.
En la temporada 2005-06 fue uno de los principales fichajes del Atlético de Madrid, club que pagó por él 10 millones de euros. Debutó en la Primera división española el 28 de agosto de 2005 en el partido Atlético de Madrid 0-0 Zaragoza.
Tuvo una grave lesión causada por la rotura del ligamento anterior cruzado de la rodilla izquierda, la cual le tuvo alejado de los terrenos de juego casi 7 meses, al igual que su compañero de equipo, Maxi Rodríguez, de la misma lesión. 
En julio de 2007 fue transferido al Manchester City de Inglaterra. Debido a las múltiples lesiones sufridas, apenas pudo jugar 60 partidos en 3 años, por lo que no le renovaron y fue fichado por el Bolton Wanderers. Allí se le fue asignado el dorsal número 10, para la temporada 2010/2011. En enero de 2013 fichó por el RCD Espanyol. Desde el 30 de junio es agente libre. Luego el 29 de octubre vuelve al CSKA Sofía.

## Selección nacional
Ha sido internacional con la selección de fútbol de Bulgaria en 82 ocasiones, y ha anotado 18 goles. Su debut como internacional se produjo el 9 de junio de 1999 en el partido Bulgaria 1 - 1 Inglaterra.

### Participaciones Internacionales
| Mundial       | Sede     | Resultado    | Partidos | Goles |
| ------------- | -------- | ------------ | -------- | ----- |
| Eurocopa 2004 | Portugal | Primera fase | 3        | 1     |

### Goles internacionales
| #   | Fecha      | Lugar                                    | Rival             | Gol | Resultado | Competición                 |
| --- | ---------- | ---------------------------------------- | ----------------- | --- | --------- | --------------------------- |
| 1.  | 14-11-2000 | Algiers, Argelia                         | Argelia           | 2–1 | Win       | Amistoso                    |
| 2.  | 28-03-2001 | Sofia, Bulgaria                          | Irlanda del Norte | 4–3 | Win       | Clasificación Mundial 2002  |
| 3.  | 28-03-2001 | Sofia, Bulgaria                          | Irlanda del Norte | 4–3 | Win       | Clasificación Mundial 2002  |
| 4   | 06-09-2003 | Estadio Nacional Vasil Levski, Bulgaria  | Estonia           | 1-0 | 2-0       | Clasificación Eurocopa 2004 |
| 5   | 22-06-2004 | Estadio Dom Afonso Henriques, Portugal   | Italia            | 0-1 | 2-1       | Eurocopa_2004               |
| 6   | 09-10-2004 | Maksimir Stadium, Croacia                | Croacia           | 2-1 | 2-2       | Clasificación Mundial 2006  |
| 7   | 04-06-2005 | Estadio Nacional Vasil Levski, Bulgaria  | Croacia           | 1-2 | 1-3       | Clasificación Mundial 2006  |
| 8   | 17-08-2005 | Estadio Nacional Vasil Levski, Bulgaria  | Turquía           | 2-1 | 6-1       | Amistoso                    |
| 9   | 07-09-2005 | Estadio Nacional Vasil Levski], Bulgaria | Islandia          | 3-2 | 3-2       | Clasificación Mundial 2006  |
| 10  | 02-09-2006 | Estadio Farul, Rumania                   | Rumania           | 0-1 | 2-2       | Clasificación Eurocopa 2008 |
| 11  | 02-09-2006 | Estadio Farul, Rumania                   | Rumania           | 2-2 | 2-2       | Clasificación Eurocopa 2008 |
| 12  | 06-09-2006 | Estadio Nacional Vasil Levski, Bulgaria  | Eslovenia         | 2-0 | 3-0       | Clasificación Eurocopa 2008 |
| 13  | 07-10-2006 | Estadio Nacional Vasil Levski, Bulgaria  | Países Bajos      | 1-0 | 1-1       | Clasificación Eurocopa 2008 |
| 14  | 06-06-2007 | Estadio Nacional Vasil Levski, Bulgaria  | Bielorrusia       | 1-1 | 2-1       | Clasificación Eurocopa 2008 |
| 15  | 12-09-2007 | Estadio Nacional Vasil Levski, Bulgaria  | Luxemburgo        | 3-0 | 3-0       | Clasificación Eurocopa 2008 |
| 15  | 06-02-2008 | Celtic Park, Irlanda del Norte           | Irlanda del Norte | 0-1 | 0-1       | Amistoso                    |
| 17. | 14-10-2009 | Sofia, Bulgaria                          | Georgia           | 2-0 | 6-2       | Clasificación Mundial 2010  |
| 18. | 14-10-2009 | Sofia, Bulgaria                          | Georgia           | 6–1 | 6-2       | Clasificación Mundial 2010  |
| 19. | 29-03-2011 | Larnaca, Chipre                          | Chipre            | 0-1 | 0-1       | Amistoso                    |

## Estadísticas

### Clubes
Actualizado de acuerdo al último partido jugado el 17 de mayo de 2014.
| Club | Temporada     | Liga  | Liga  | Copas (1) | Copas (1) | Internacional (2) | Internacional (2) | Total (3) | Total (3) | Promedio |
| Club | Temporada     | Part. | Goles | Part.     | Goles     | Part.             | Goles             | Part.     | Goles     | Promedio |
| --- | ------------- | ----- | ----- | --------- | --------- | ----------------- | ----------------- | --------- | --------- | -------- |
| Botev Vratsa Bulgaria |               |       |       |           |           |                   |                   |           |           |          |
| 1995-96 | 18            | 4     | —     | —         | —         | —                 | 18                | 4         | 0.22      |          |
| Total club | 18            | 4     | 0     | 0         | 0         | 0                 | 18                | 4         | 0.22      |          |
| PFC CSKA Sofia Bulgaria |               |       |       |           |           |                   |                   |           |           |          |
| 1996-97 | 3             | 1     | —     | —         | —         | —                 | 3                 | 1         | 0.33      |          |
| 1997-98 | 4             | 0     | —     | —         | —         | —                 | 4                 | 0         | 0.00      |          |
| 1998-99 | 12            | 2     | —     | —         | 7         | 1                 | 19                | 3         | 0.16      |          |
| Total club | 19            | 3     | 0     | 0         | 7         | 1                 | 26                | 4         | 0.15      |          |
| Servette FC · Suiza |               |       |       |           |           |                   |                   |           |           |          |
| 1998-99 | 12            | 2     | —     | —         | —         | —                 | 12                | 2         | 0.17      |          |
| 1999-00 | 32            | 9     | —     | —         | 4         | 1                 | 36                | 10        | 0.28      |          |
| 2000-01 | 32            | 11    | 1     | 1         | —         | —                 | 33                | 12        | 0.36      |          |
| Total club | 76            | 22    | 1     | 1         | 4         | 1                 | 81                | 24        | 0.30      |          |
| VfL Wolfsburgo · Alemania |               |       |       |           |           |                   |                   |           |           |          |
| 2001-02 | 32            | 6     | 3     | 1         | 4         | 2                 | 39                | 9         | 0.23      |          |
| 2002-03 | 26            | 2     | 2     | 0         | —         | —                 | 28                | 2         | 0.07      |          |
| 2003-04 | 28            | 8     | 1     | 2         | 7         | 3                 | 36                | 13        | 0.36      |          |
| 2004-05 | 30            | 12    | —     | —         | —         | —                 | 30                | 12        | 0.40      |          |
| 2005-06 | 0             | 0     | —     | —         | 3         | 2                 | 3                 | 2         | 0.67      |          |
| Total club | 116           | 28    | 6     | 3         | 14        | 7                 | 136               | 38        | 0.28      |          |
| Atlético de Madrid · España |               |       |       |           |           |                   |                   |           |           |          |
| 2005-06 | 36            | 1     | 2     | 0         | —         | —                 | 38                | 1         | 0.06      |          |
| 2006-07 | 13            | 2     | 0     | 0         | 0         | 0                 | 13                | 2         | 0.15      |          |
| 2007-08 | 0             | 0     | 0     | 0         | 1         | 0                 | 1                 | 0         | 0.00      |          |
| Total club | 49            | 3     | 2     | 0         | 1         | 0                 | 52                | 3         | 0.06      |          |
| Manchester City Inglaterra | 2007-08       | 34    | 5     | 4         | 0         | 0                 | 0                 | 38        | 5         | 0.13     |
| Manchester City Inglaterra | 2008-09       | 9     | 0     | 0         | 0         | 5                 | 2                 | 14        | 2         | 0.14     |
| Manchester City Inglaterra | 2009-10       | 16    | 4     | 4         | 1         | 0                 | 0                 | 20        | 5         | 0.25     |
| Manchester City Inglaterra | Total club    | 59    | 9     | 8         | 1         | 5                 | 2                 | 72        | 12        | 0.17     |
| Bolton Wanderers Inglaterra |               |       |       |           |           |                   |                   |           |           |          |
| 2010-11 | 28            | 3     | 6     | 0         | —         | —                 | 34                | 3         | 0.09      |          |
| 2011-12 | 32            | 4     | 4     | 2         | —         | —                 | 36                | 6         | 0.17      |          |
| 2012-13 | 14            | 3     | 2     | 0         | —         | —                 | 15                | 3         | 0.20      |          |
| Total club | 74            | 10    | 12    | 2         | 0         | 0                 | 86                | 12        | 0.14      |          |
| RCD Espanyol · España |               |       |       |           |           |                   |                   |           |           |          |
| 2012-13 | 8             | 0     | 0     | 0         | —         | —                 | 8                 | 0         | 0.00      |          |
| Total club | 8             | 0     | 0     | 0         | 0         | 0                 | 8                 | 0         | 0.00      |          |
| PFC CSKA Sofia Bulgaria |               |       |       |           |           |                   |                   |           |           |          |
| 2013-14 | 17            | 3     | 2     | 0         | —         | —                 | 19                | 3         | 0.16      |          |
| Total club | 17            | 3     | 2     | 0         | 0         | 0                 | 19                | 3         | 0.16      |          |
| Total carrera | Total carrera | 436   | 82    | 31        | 7         | 31                | 11                | 498       | 100       | 0.20     |
| (1) Incluye datos de la Community Shield, Copa de la Liga de Inglaterra, Copa del Rey, Copa de Bulgaria y Copa de Suiza. (2) Incluye datos de la Copa UEFA y la Copa Intertoto de la UEFA. (3) No incluye goles en partidos amistosos. |               |       |       |           |           |                   |                   |           |           |          |

## Características
Petrov es apodado El Misil o La Bala búlgara, debido a que lanza disparos de media distancia y a su espectacular velocidad, especialmente por la banda izquierda, lo que genera gran peligro para la defensa rival, en la intimidad del vestuario le solían llamar el llanero solitario . También posee unas grandes cualidades en el lanzamiento de faltas directas gracias a su gran potencia y, en ocasiones, excelente precisión.

## Títulos
- 1 Liga búlgara (CSKA Sofia temporada 96-97)
- 1 Copa de Bulgaria (CSKA Sofia temporada 97-98)
- 1 Liga suiza (Servette FC temporada 98-99)